# Oh Kyo-moon
Dans ce nom, le nom de famille, Oh, précède le nom personnel.
Oh Kyo-Moon, né le 2 mars 1972, est un archer sud-coréen.

## Palmarès
- Jeux olympiques
  -  Médaille d'or en équipe aux Jeux olympiques d'été de 2000 à Sydney.
  -  Médaille d'argent en équipe aux Jeux olympiques d'été de 1996 à Atlanta.
  -  Médaille de bronze en individuel aux Jeux olympiques d'été de 1996 à Atlanta.

- Championnats du monde
  -  Médaille d'or en équipe aux Championnats du monde de tir à l'arc 1995 à Djakarta.
  -  Médaille de bronze en individuel aux Championnats du monde de tir à l'arc 1995 à Djakarta.

- Jeux asiatiques
  -  Médaille d'or en équipe aux Jeux asiatiques de 1998 à Bangkok.

- Championnats d'Asie
  -  Médaille d'or en individuel aux Championnats d'Asie de tir à l'arc de 1997.